# Nissan AZEAL
O  AZEAL  é um protótipo apresentado pela Nissan no North American International Auto Show de 2005.